# François Bizot
François Bizot (Nancy, 8 febbraio 1940) è un antropologo e scrittore canadese.

## Biografia
È l'unico occidentale sopravvissuto all'imprigionamento per opera degli khmer rossi.